# GRIK4
GRIK4 (англ. glutamate receptor, ionotropic, kainate 4) — белок человека, представляющий собой KA1-субъединицу ионотропного глутаматного каинатного рецептора (тип 4) и кодируемый геном GRIK4 на 11-й хромосоме.

## Клиническое значение
Однонуклеотидный полиморфизм rs1954787 гена GRIK4 ассоциирован с эффектами терапии антидепрессантами.
Также сообщается, что один из гаплотипов на 3'-конце гена может снижать риск биполярного расстройства.
KA1-субъединица каинатного рецептора может быть важным участником в процессе, вызывающем гибель нейрона от перевозбуждения, по данным исследования с использованием каината.